# توم غريدي
توم غريدي (بالإنجليزية: Tom Grady)‏ هو سياسي أمريكي، ولد في 14 مايو 1958 في فيرفيو بارك في الولايات المتحدة. حزبياً، نشط في الحزب الجمهوري. وقد انتخب عضو مجلس نواب فلوريدا.